# Гаррель, Софья Николаевна
Софья Николаевна Гаррель (17 октября 1904, Москва — 16 января 1991, там же) — советская актриса театра и кино, народная артистка РСФСР (1979).

## Биография
Софья Николаевна Гаррель родилась 17 октября 1904 года в Москве. С 1922 года училась в Школе Второй студии МХТ. 
С 1924 года до конца жизни выступала в труппе МХАТ (В 1987 году после раздела — актриса МХАТ имени А. П. Чехова). Её манере исполнения были присущи элегантность, изящество, сдержанность.
Умерла 16 января 1991 года в Москве, похоронена на Введенском кладбище, участок № 10.

## Награды и премии
- Заслуженная артистка РСФСР (26.10.1948).
- Народная артистка РСФСР (1979).
- Орден «Знак Почёта» (26.10.1948).
- Медаль «За доблестный труд в Великой Отечественной войне 1941—1945 гг.» (1945)
- Медаль «В память 800-летия Москвы» (1948)
- Медаль «Ветеран труда»

## Работы в театре
- 1924 — «Битва жизни» по Ч. Диккенсу — Грэсс
- 1925 — «Синяя птица» М. Метерлинка — Свет
- 1925 — «Елизавета Петровна» Д. П. Смолина — Анна Петровна, позже Мария Меншикова, Екатерины II
- 1927 — «Сестры Жерар» В. З. Масса — куртизанка Жанна, позже Генриэтта Жерар
- 1927 — «У врат царства» К. Гамсуна — фрёкен Натали Ховинд
- 1928 — «Растратчики» В. П. Катаева — Зоя
- 1929 — «Блокада» Вс. В. Иванова — обывательница с фарфором
- 1930 — «Воскресение» по Л. Н. Толстому — Богодуховская
- 1930 — «Три толстяка» Ю. К. Олеши — Алина
- 1930 — «Взлёт» Ф. А. Ваграмова — Нина
- 1930 — «Реклама» М. Уоткинс — кинооператорша
- 1934 — «Пиквикский клуб» по Ч. Диккенсу — мисс Арабелла Аллен
- «Платон Кречет» А. Е. Корнейчука — Оля
- 1937 — «Анна Каренина» по Л. Н. Толстому — Фрейлина
- 1938 — «Достигаев и другие» М. Горького — Варвара
- 1940 — «Анна Каренина» по Л. Н. Толстому — княгиня Бетси Тверская
- 1942 — «Кремлёвские куранты» Н. Ф. Погодина — Торговка, позже Женщина с кружевами
- 1943 — «Последние дни» («Пушкин») М. А. Булгакова — Салтыкова
- 1944 — «Мёртвые души» по Н. В. Гоголю — Губернаторша
- 1946 — «Идеальный муж» О. Уайльда — леди Маркби
- 1947 — «Кремлёвские куранты» Н. Ф. Погодина — Дама испуганная
- 1948 — «Двенадцать месяцев» С. Я. Маршака — Гофмейстерина
- 1948 —  «Синяя птица» М. Метерлинка — Вода
- 1950 —  «Домби и сын» по Ч. Диккенсу — миссис Скьютон
- 1950 —  «Школа злословия» Р. Шеридана — миссис Кэндер
- 1950 —  «Чужая тень» К. М.Симонова — Галина Петровна
- 1951 —  «Плоды просвещения» Л. Н. Толстого — дама, позже княгиня и графиня
- 1957 — «Безымянная звезда» М. Себастиана — мадемуазель Куку
- 1958 — «Зимняя сказка» У. Шекспира — Придворная дама, 2-я дама королевы
- 1958 — «Юпитер смеётся» А. Кронина — Фанни Лиминг
- «Вишнёвый сад» А. П. Чехова — Шарлотта Ивановна
- 1960 — «Братья Карамазовы» по Ф. М. Достоевскому — дама в суде
- 1963 — «Бронепоезд 14-69» Вс. В. Иванова — дама в манто
- 1964 — «Зима тревоги нашей» по Дж. Стейнбеку — миссис Бейкер
- 1966 — «Ревизор» Н. В. Гоголя — жена Земляники
- 1967 — «Без вины виноватые» А. Н. Островского — Арина Галчиха
- 1972 —«Село Степанчиково» по Ф. М. Достоевскому — Генеральша Крахоткина
- 1973 — «Долги наши» Э. Я. Володарского — Ольга Андреевна
- 1973 — «Старый Новый год» М. М. Рощина — Анна Романовна
- 1974 — «Иван и Ваня» Л. Чекалова
- 1975 — «Эшелон» М. М. Рощина — Старуха
- 1975 — «Сладкоголосая птица юности» Т. Уильямса — тётушка Нанни
- 1976 — «Иванов» А. П. Чехова — Старушка, позже Авдотья Назаровна
- 1978 — «Эльдорадо» А. Соколовой — Миля
- 1980 — «Всё кончено» Э. Олби — Сиделка
- 1982 — «Тартюф» Ж.-Б. Мольера — Госпожа Пернель
- 1984 — «Призраки среди нас» А. Кобэ — Иосида
- 1987 — «Татуированная роза» Т. Уильямса — Ассунта
- 1988 — «Московский хор» Л. С. Петрушевской — Дора Абрамовна
- 1988 — «Кабала святош» М. А. Булгакова — Рэне
- 1990 — «Ундина» Ж. Жироду — Королева

## Фильмография
1. 1926 — Крылья холопа — Фима, невеста Никишки, крепостная
2. 1933 — Одна радость — Наташа
3. 1945 — Без вины виноватые — Шелавина, подруга Отрадиной (нет в титрах)
4. 1946 — Сын полка — переводчица
5. 1953 — Анна Каренина (телеспектакль) — фрейлина
6. 1953 — Сеанс гипноза — жена Верепетуева
7. 1957 — Хождение по мукам — эпизод (нет в титрах)
8. 1960 — Мёртвые души — губернаторша
9. 1960 — Рыжик — фрейлен Берта
10. 1960 — Воскресение — Марья Ивановна (нет в титрах)
11. 1962 — Половодье — Федосеевна, почтальон
12. 1966 — Душечка — мать Саши (нет в титрах)
13. 1967 — Кремлёвские куранты — испуганная дама, гостья Забелиных
14. 1967 — Доживём до понедельника — Раиса Павловна, учительница математики
15. 1969 — Посол Советского Союза — корреспондентка журнала
16. 1970 — В тридевятом царстве… — пассажирка самолета (нет в титрах)
17. 1970 — Карусель (новелла «Роман с контрабасом») — мать Анатоля
18. 1970 — Поезд в завтрашний день
19. 1973 — Село Степанчиково и его обитатели (телеспектакль) — генеральша, мать Ростанева
20. 1974 — Выбор цели — доктор
21. 1975 — Бегство мистера Мак-Кинли — мадам Кокильон
22. 1976 — Ну, публика! (телеспектакль) — Луиза, жена Порфирия
23. 1977 — Мимино — пассажирка, старушка-иностранка с собачкой
24. 1978 — Сладкоголосая птица юности (телеспектакль)  — тётушка Нанни
25. 1979 — Мёртвые души (телеспектакль) — губернаторша
26. 1979 — Утренний обход — Сущинская, пожилая пациентка
27. 1981 — Две строчки мелким шрифтом — Евгения Ивановна, сестра Косоргина, тетя жены Голубкова
28. 1981 — Иванов (телеспектакль) — Старушка
29. 1987 — Этот фантастический мир (Выпуск 12. «С роботами не шутят» — зрительница в суде
30. 1988 — Татуированная роза (телеспектакль) — Ассунта

## Озвучивание
- 1955 — Остров ошибок — кролик